# 聖成基督教団
聖成基督教団（せいせいきりすときょうだん）は日本のプロテスタント系の団体の1つ。

## 沿革
1948年（昭和23年）、空襲により焦土化した神戸の地に立った創立者故紺本薫によって救われた十名足らずの者が信者の家を使用して集会をしていた。その後、新開地にあった米軍キャンプよりの払い下げのテントを建てて伝道を開始した。信仰にはいるものが起り、直接伝道者を目指すものもあり、訓練と聖書の学びの為、東洋聖書神学院を設立,若き有能な人材は純粋に聖書と神の聖霊によって導かれ、5年以上の厳しい実践的訓練に耐えた若者が各地に遣わされ、無の中より教会を建て、聖成基督教団を形成した。現在西は四国より東は名古屋まで6つの教会がある。

## 信仰の特色
旧約、新約聖書66巻を神の言葉と信じ、信仰と行為の唯一の基準とする。単なる伝道、宣教に終わらず、聖霊によって心がきよく変えられた者が、伝道者、牧師として任命され、各地に教会を建設し、其の教会を通して世界宣教を行うことをめざす。教会の維持、運営は他の団体に依存せず、企業運営の方法を用いず、聖書にある教会建設のごとく、祈りと信仰と愛と聖霊の能力によっておこなうことを旨とする。創立者紺本薫は、神戸の聖書学舎（現:関西聖書神学校において沢村五郎に師事、保守的、穏健的な福音派の流れにあり、聖霊の満たしによる聖化を強調する。（下記リンクおよび同教会週報参照）